# Xiannü (köpinghuvudort i Kina, Hubei Sheng, lat 30,53, long 111,74)
Xiannü (kinesiska: 仙女, Xiannü Zhen) är en köpinghuvudort i Kina. Den ligger i provinsen Hubei, i den centrala delen av landet, omkring 240 kilometer väster om provinshuvudstaden Wuhan. Antalet invånare är 32 174. Befolkningen består av 15 812 kvinnor och 16 362 män. Barn under 15 år utgör 9,0 %, vuxna 15-64 år 78 %, och äldre över 65 år 12,0 %.
Runt Xiannü är det tätbefolkat, med 356 invånare per kvadratkilometer. Närmaste större samhälle är Bailizhou, 14,7 km söder om Xiannü. Trakten runt Xiannü består till största delen av jordbruksmark.
Genomsnittlig årsnederbörd är 1 313 millimeter. Den regnigaste månaden är maj, med i genomsnitt 197 mm nederbörd, och den torraste är december, med 17 mm nederbörd.